# Todd Emerson
Todd Emerson (* 24. März 1984 in Auckland) ist ein neuseeländischer Schauspieler und Intimitätskoordinator.

## Leben
Emerson wurde am 24. März 1984 in Auckland geboren. Er ist homosexuell und seit 2016 mit dem neuseeländischen Schauspieler und Theaterschaffenden Kip Chapman verheiratet. Das Paar lebt in Warkworth.
2000 gab er in der Fernsehserie Shortland Street sowie im Film Kids World sein Schauspieldebüt. 2002 stellte er in acht Episoden der Fernsehserie Being Eve die Rolle des Harley dar. 2003 war er in zwei Episoden der Fernsehserie The Tribe – Eine Welt ohne Erwachsene als „The Riddler“ zu sehen. Eine wiederkehrende Rolle erhielt er als Lars Tinkle in der Fernsehserie The Amazing Extraordinary Friends, die er zwischen 2007 und 2010 in insgesamt 19 Episoden verkörperte. Von 2015 bis 2020 stellte er die Rolle des Bjelke „Bilkey“ van Heeder in 45 Episoden der Fernsehserie Westside dar. In den frühen 2020er Jahren folgten Episodenrollen in den Fernsehserien Brokenwood – Mord in Neuseeland und Sweet Tooth sowie 2023 die Rolle des Rob in fünf Episoden der Fernsehserie Rurangi.

## Filmografie (Auswahl)
- 2000: Shortland Street (Fernsehserie)
- 2000: Kids World
- 2001: Atlantis High (Fernsehserie, Episode 1x01)
- 2001: Her Majesty
- 2002: Being Eve (Fernsehserie, 8 Episoden)
- 2003: The Tribe – Eine Welt ohne Erwachsene (The Tribe, Fernsehserie, 2 Episoden)
- 2003: Secret Agent Men (Fernsehserie)
- 2005: Mit Herz und Hand (The World’s Fastest Indian)
- 2005: Interrogation (Fernsehserie, Episode 1x11)
- 2007: Outrageous Fortune (Fernsehserie, Episode 3x04)
- 2007–2010: The Amazing Extraordinary Friends (Fernsehserie, 19 Episoden)
- 2010: Spies and Lies (Fernsehfilm)
- 2011: My Wedding and Other Secrets
- 2013: Sunny Skies (Fernsehserie, Episode 1x02)
- 2013: Agent Anna (Fernsehserie, Episode 1x06)
- 2015: Timeslow – The Timeless Tales of Henry Glint
- 2015–2020: Westside (Fernsehserie, 45 Episoden)
- 2017: Rekt (Fernsehserie, Episode 1x01)
- 2018: Trennung auf Bestellung (The Breaker Upperers)
- 2019: The Letdown (Fernsehserie, Episode 2x04)
- 2020: Inside (Miniserie, 2 Episoden)
- 2022: Brokenwood – Mord in Neuseeland (The Brokenwood Mysteries, Fernsehserie, Episode 8x06)
- 2023: Rurangi (Fernsehserie, 5 Episoden)
- 2024: Sweet Tooth (Fernsehserie, Episode 3x06)